# أكاديمية العلوم والآداب في ماينتس

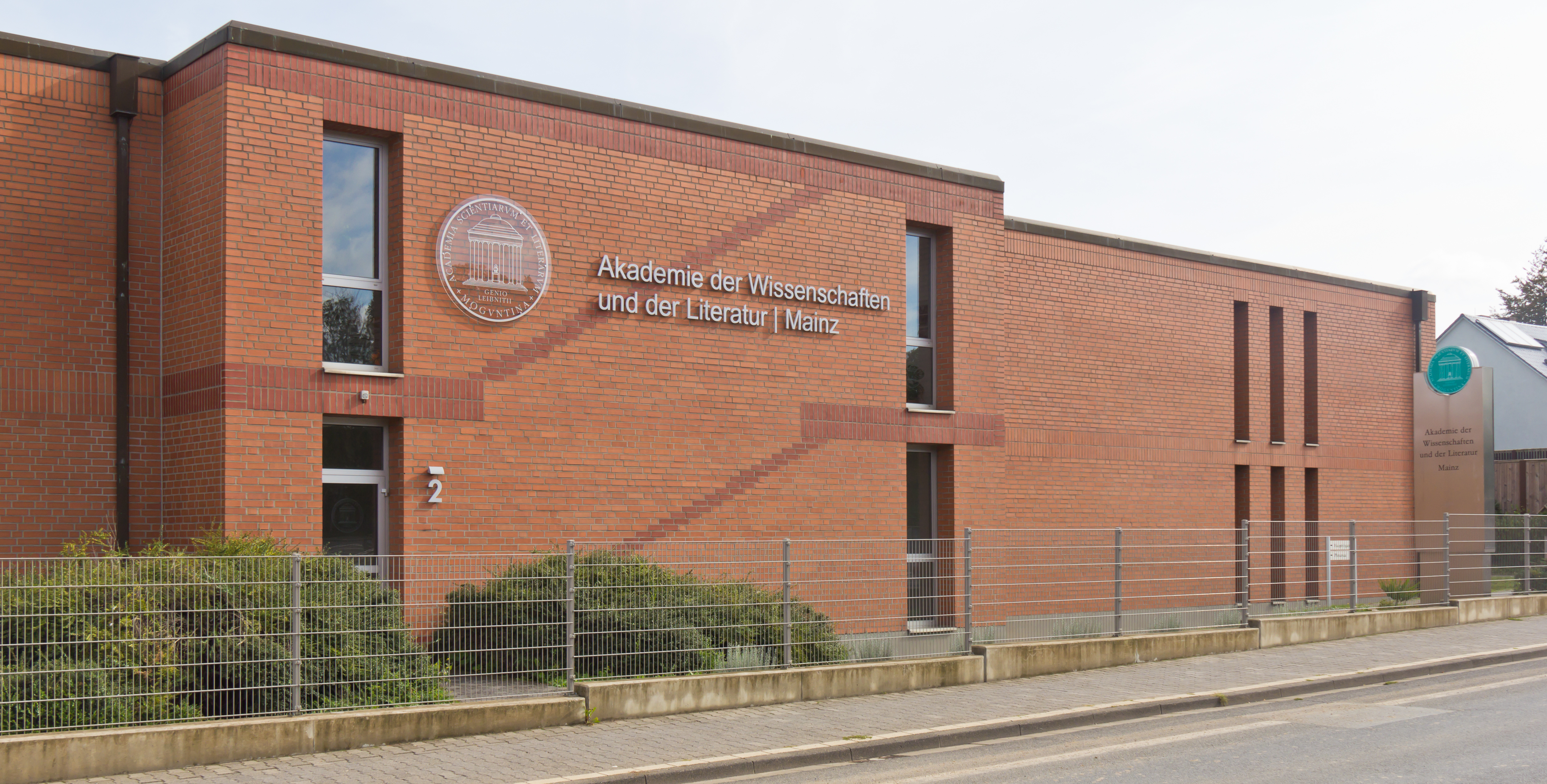
المبنى الرئيسي، Geschwister-Scholl-Str. ماينز (الصورة: 2011)

أكاديمية العلوم والآداب ( (بالألمانية: Akademie der Wissenschaften und der Literatur Mainz, AdW Mainz)‏) هي أكاديمية علمية في ماينز ، ألمانيا. تأسست عام 1949 بمبادرة من ألفريد دوبلين  بهدف دعم العلوم والآدب، والمساهمة في الحفاظ على الثقافة وتعزيزها.

## أعضاء
تضم الأكاديمية أعضاء في ثلاث فئات: الرياضيات والعلوم الطبيعية، العلوم الإنسانية والاجتماعية، الأدب والموسيقى.  يضم كل فصل ما يصل إلى 50 عضوًا كاملاً و50 عضوًا مطابقًا.
ومن بين الأعضاء البارزين نيلز بور ، وأوتو هان ، وكونراد لورينز ، وهالدور لاكسنيس ، وهاينريش بول ، وجان ماري لين. 

## الجوائز والمؤسسات

### الجوائز
تمنح الأكاديمية عدة جوائز:
- جائزة أكاديمية راينلاند بالاتينات
- جائزة الأوسكار لولاية راينلاند بالاتينات للأبحاث المبتكرة والرائدة
- وسام ألفريد دوبلن
- جائزة هانز غال
- جائزة يواكيم فوجل التذكارية
- جائزة جوزيف بريتباخ
- وسام لايبنتز
- جائزة تعزيز التنوع البيولوجي
- جائزة روبرت شومان للشعر والموسيقى
- جائزة أكاديمية سيبيل كالخوف-روز للعلوم الإنسانية
- جائزة والتر كالخوف-روز التذكارية
- جائزة فيلهلم لوير

### مؤسسات
- مؤسسة أكاديمية ماينز
- المؤسسة الثقافية | ستيفان شميتز
- مؤسسة كيرت رينجر
- مؤسسة والتر وسيبيل كالخوف روز
- مؤسسة فيلهلم لوير

## المشاريع البحثية الجارية
- المخطوطات المصرية القديمة. علم الحفريات الرقمي والتحليل المنهجي للهيروغليفية الهيراطيقية والمخطوطة (بالألمانية: Altägyptische Kursivschriften. Digitale Paläographie und Systematische Analyze des Hieratischen und der Kursivhieroglyphen)
- معجم أوغسطين (بالألمانية: Augustinus-Lexikon)
- مراسلات بوبر الرقمية (بالألمانية: Buber Korrespondenzen Digital)
- مرسوم بورشارد الرقمي (بالألمانية: Burchards Dekret Digital)
- مجموعة مصادر عن تاريخ السياسة الاجتماعية الألمانية من 1867 إلى 1914 (بالألمانية: Quellensammlung zur Geschichte der deutschen Sozialpolitik 1867 bis 1914)
- استمرارية البحث وأبحاث الاستمرارية – بحث أساسي عن آثار استيطان العصر الحديدي في منطقة البلطيق (بالألمانية: Forschungskontinuität und Kontinuitätsforschung. Siedlungsarchäologische Grundlagenforschung zur Eisenzeit im Baltikum)
- الجدل والاعتراف. الطبعة المصدر حول تكوين الاعتراف والاعتراف (1548-1580) . (بالألمانية: Controversia et Confessio. Quellenedition zur Bekenntnisbildung und Konfessionalisierung [1548-1580])
- مجموعة الطقوس الاحتفالية الحثية: إدارة الدولة للحياة الدينية في أواخر العصر البرونزي في الأناضول (بالألمانية: Das Corpus der hethitischen Festrituale: staatliche Verwaltung des Kultwesens im spätbronzezeitlichen Anatolien)
- كوربوس فيترياروم ميدي آيفي
- القاموس الرقمي للألقاب الألمانية (DFD). (بالألمانية: Digitales Familennamenwörterbuch Deutschlands [DFD]))
- الرقمية للسلام الديني الأوروبي (بالألمانية: Europäische Religionsfrieden Digital)
- النقوش الألمانية (بالألمانية: Die Deutschen Inschriften)
- Handschriftencensus (HSC) - مركز الكفاءة لمخطوطات العصور الوسطى باللغة الألمانية (الألمانية: Handschriftencensus (HSC) – Kompetenzzentrum Deutschspachige Handschriften des Mittelalters)
- أعمال هانز كيلسن (بالألمانية: Hans Kelsen Werke)
- ليسيكو إتيموجولوجيكو إيتاليانو
- قاموس اللغة الألمانية المتوسطة العليا (الألمانية: Mittelhochdeutsches Wörterbuch)
- بروبيليا. منصة بحثية عن السيرة الذاتية لغوته. رسائل ومذكرات ولقاءات ومحادثات. التسلسل الزمني. مصادر. بحث. التركيز (الألمانية: Propyläen. Forschungsplattform zu Goethes Biographica. موجز، Tagebücher، Begegnungen und Gespräche. Chronologie. Quellen. Recherche. Fokus)
- ريجيستا إمبيري (مصادر عن تاريخ الإمبراطورية) . (بالألمانية: Regesta Imperii [Quellen zur Reichsgeschichte])
- Regionalsprache.de (REDE)
- مدرسة سالامانكا. مجموعة رقمية من المصادر ومعجم لغتها القانونية والسياسية (ألمانية: Die Schule von Salamanca. Eine digitale Quellensammlung und ein Wörterbuch ihrer juristisch-politischen Sprache)

## روابط خارجية
الموقع الرسمي